# 道高温泉站
道高温泉站（：／ Dogo-oncheon yeok */?）是長項線沿線的一座鐵路車站，位于韩国忠清南道牙山市道高面柿田里。

## 历史
- 1922年6月15日 - 落成使用。

## 车站周边
- 道高温泉

## 相鄰車站
韓國鐵道公社
長項線
溫陽溫泉－道高溫泉－新禮院